# Cyclophiops
Cyclophiops är ett släkte av ormar som ingår i familjen snokar.
Släktets arter är med en längd mellan 0,75 och 1,5 meter medelstora ormar. De lever i Sydostasien. Födan utgörs troligtvis av ryggradslösa djur. Honor lägger ägg.
Arter enligt Catalogue of Life:
- Cyclophiops doriae
- Cyclophiops major
- Cyclophiops multicinctus
- Cyclophiops semicarinatus

The Reptile Database listar ytterligare två arter i släktet.
- Cyclophiops hamptoni
- Cyclophiops herminae